# Robone
Il robone era un'antica veste, indossata da principi e altri nobili nelle loro corti oppure da personaggi in ambito accademico e magistratuale.

## Fattura
Di taglio simile alla toga degli antichi romani, era diffuso in epoca medievale nelle Corti e nei Comuni dell'Italia centrale e settentrionale, per cui la si rinviene soprattutto di drappo pesante.
Nelle forme auliche aveva struttura ampia e pomposa, potendo essere anche di tessuto prezioso come il broccato.

## Utilizzo
Indossata nelle circostanze cerimoniali più auliche, se ne testimonia anche un uso suntuario.
In epoca moderna, su proposta di Mario Bracci la Corte costituzionale italiana ha scelto di adottare - per la tenuta di udienza dei suoi componenti - il "robone senese cinquecentesco, il costume nero orlato d'oro". Nella tenuta femminile, Fernanda Contri ha rivendicato di aver fatto per prima cucire i bottoni "nel verso giusto, perché li avevano messi al maschile".